# Isigonos z Nicei
Isigonos z Nicei (III/II wiek p.n.e.) – grecki pisarz z epoki hellenistycznej, paradoksograf i autor dzieła pt. Apista (Rzeczy niewiarygodne).